# Dogme95
Pour les articles homonymes, voir Dogme, Dogma et 95.
Dogme95 est un mouvement cinématographique lancé en 1995 par plusieurs réalisateurs danois sous l'impulsion de Lars von Trier et de Thomas Vinterberg.

## Historique
Le manifeste du Dogme95, rédigé à Copenhague par Lars von Trier et Thomas Vinterberg, est daté du 13 mars 1995 mais il est proclamé officiellement et publiquement le 20 mars 1995 au théâtre de l'Odéon à Paris, dans le cadre d'une rencontre sur le centenaire français du cinéma.
En 1998, les deux initiateurs du mouvement sortent les deux premiers films labellisés Dogme95 : Festen de  Thomas Vinterberg et Les Idiots (Idioterne) de Lars von Trier. En 1999, d'autres films suivent, à commencer par deux autres films danois, Mifune de Søren Kragh-Jacobsen et Le roi est vivant (The King Is Alive) de Kristian Levring. Les deux premiers films non danois du Dogme95 sont, la même année, le film français Lovers, de Jean-Marc Barr, et le film américain Julien Donkey-Boy, de Harmony Korine. Outre ces premiers essais, la plupart des films Dogme95 sont par la suite relativement mal distribués, à l'exception de Italian for Beginners de Lone Scherfig, sorti en 2000.
Le 20 mars 2005, soit dix ans jour pour jour après la naissance officielle du Dogme95, Lars von Trier et Thomas Vinterberg annoncent qu'ils décident de ne plus porter la responsabilité de l'orthodoxie en la matière.

## Objectif et style
Le Dogme95 est lancé en réaction aux superproductions anglo-saxonnes et à l'utilisation abusive d'artifices et d'effets spéciaux aboutissant à des produits formatés, jugés lénifiants et impersonnels. Le but du Dogme95 est de revenir à une sobriété formelle plus expressive, plus originale et jugée plus apte à exprimer les enjeux artistiques contemporains. Dépouillés de toute ambition esthétique et en prise avec un réel direct, les films qui en découlent cristallisent un style vif, nerveux, brutal et réaliste, manifesté généralement par un tournage entrepris avec une caméra 35 mm portée au poing ou à l'épaule et avec improvisation de plusieurs scènes.
Les promoteurs du Dogme95 n'appliqueront jamais totalement ces principes. Par exemple, Thomas Vinterberg tourne Festen en vidéo alors que la règle 9 précise qu'il faut tourner les films en 35 mm. C'est également le cas du dixième principe, qui n'est pas toujours appliqué, même si les réalisateurs tenteront de s'approcher le plus possible du respect de toutes les règles. Un label « officiel » estampille les films répondant suffisamment aux critères du manifeste.

## Le«Vœu de chasteté»du Dogme95
Vœu de chasteté
Je jure de me soumettre aux règles qui suivent telles qu'édictées et approuvées par Dogme 95.
1. Le tournage doit être fait sur place. Les accessoires et décors ne doivent pas être apportés (si l'on a besoin d'un accessoire particulier pour l'histoire, choisir un endroit où cet accessoire est présent).
2. Le son ne doit jamais être réalisé à part des images, et inversement (aucune musique ne doit être utilisée à moins qu'elle ne soit jouée pendant que la scène est filmée).
3. La caméra doit être portée à la main. Tout mouvement, ou non-mouvement possible avec la main est autorisé. (Le film ne doit pas se dérouler là où la caméra se trouve ; le tournage doit se faire là où le film se déroule).
4. Le film doit être en couleurs. Un éclairage spécial n'est pas acceptable. (S'il n'y a pas assez de lumière, la scène doit être coupée, ou une simple lampe attachée à la caméra).
5. Tout traitement optique ou filtre est interdit.
6. Le film ne doit pas contenir d'action de façon superficielle. (Les meurtres, les armes, etc. ne doivent pas apparaître).
7. Les détournements temporels et géographiques sont interdits. (C'est-à-dire que le film se déroule ici et maintenant).
8. Les films de genre ne sont pas acceptables.
9. Le format de la pellicule doit être le format académique 35mm.
10. Le réalisateur ne doit pas être crédité.

De plus, je jure en tant que réalisateur de m'abstenir de tout goût personnel. Je ne suis plus un artiste. Je jure de m'abstenir de créer une « œuvre », car je vois l'instant comme plus important que la totalité. Mon but suprême est de faire sortir la vérité de mes personnages et de mes scènes. Je jure de faire cela par tous les moyens disponibles et au prix de mon bon goût et de toute considération esthétique.
Et ainsi je fais mon Vœu de Chasteté.
Copenhague, Lundi 13 mars 1995
Au nom du Dogme 95
Lars Von Trier, Thomas Vinterberg

## Films labellisés

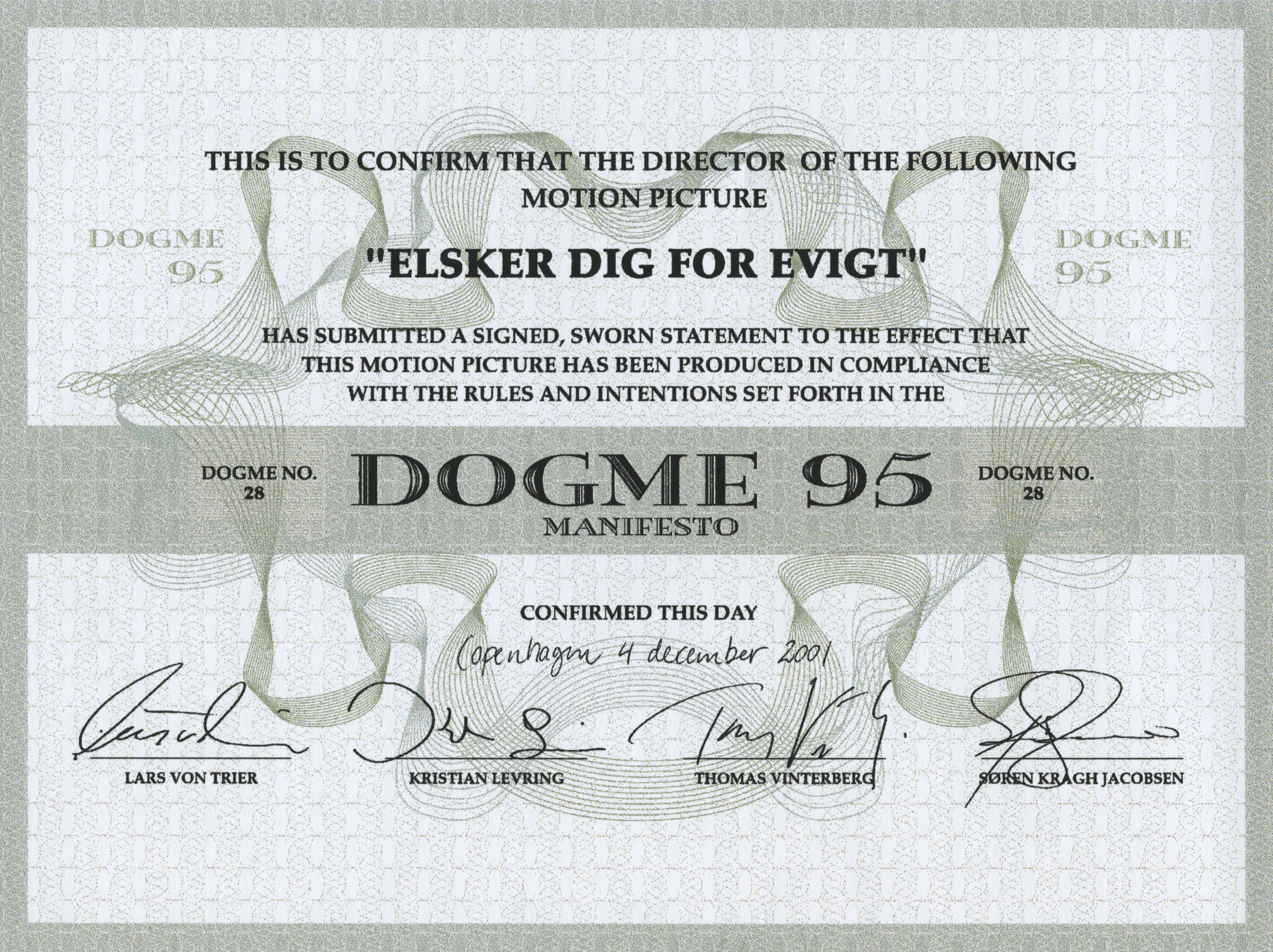
28e certificat Dogme95 attribué au film Elsker dig for evigt.

Avec leur labellisation, les films sont numérotés :
1. Festen de  Thomas Vinterberg
2. Les Idiots (Idioterne) de Lars von Trier
3. Mifune de Søren Kragh-Jacobsen
4. Le roi est vivant (The King Is Alive) de Kristian Levring
5. Lovers de Jean-Marc Barr
6. Julien Donkey-Boy de Harmony Korine
7. Interview de Daniel H. Byun
8. Fuckland de Jose Luis Marques
9. Babylon de Vladan Zdravkovic
10. Chetzemoka's Curse de Rick Schmidt, Maya Berthoud, Morgan Schmidt-Feng, Dave Nold, Lawrence E. Pado, Marlon Schmidt et Chris Tow
11. Diapason de Antonio Domenici (Italie)
12. Italian for Beginners de Lone Scherfig
13. Amerikana de James Merendino
14. Joy Ride de Martin Rengel
15. Camera de Rich Martini
16. Bad Actors de Shaun Monson
17. Reunion de Leif Tilden
18. Et rigtigt menneske d'Åke Sandgren
19. Når Nettene Blir Lange de Mona J. Hoel
20. Strass de Vincent Lannoo
21. En kærlighedshistorie d'Ole Christian Madsen
22. Érase otra vez de Juan Pinzás
23. Resin (en) de Vladimir Gyorski
24. Security, Colorado d'Andrew Gillis
25. Converging With Angels (uk) de Michael Sorenson
26. The Sparkle Room d'Alex McAulay
27. Come Now
28. Open Hearts de Susanne Bier
29. The Bread Basket de Matthew Biancniello
30. Dias de Boda (Jour de noces) de Juan Pinzás
31. El desenlace (es) de Juan Pinzás
32. Se til venstre, der er en Svensker de Natasha Arthy
33. Residencia d'Artemio Espinosa Mc.
34. In Your Hands (film)Forbrydelser (In Your Hands) d'Annette K. Olesen
35. Cosi x Caso de Cristiano Ceriello
36. Amateur Dramatics de « Uncredited »
37. Gypo de Jan Dunn
38. Mere Players de Julien Amyot
39. El ultimo lector de Sergio Marroquin
40. Lazy Sunday Afternoon de Joe Martin
41. Lonely Child de Pascal Robitaille
42. DarshaN de Travis Pearson
43. 11:09 d'Adam Wolf
44. Vince Conway de Matthew Pattison
45. Regret Regrets de Taylor Hayden
46. Perspective de Luca Salvatori
47. Godinne van die Grondpad de Pieter Lombaard
48. Gilles Sucks de Michelle
49. Michelle, Gilles, Kim de Michelle
50. Autobahne de Levent Türkan

## Mentions et références au dogme
Respecter les règles du Dogme95 fait partie des demandes des ravisseurs dans l'épisode pilote de Black Mirror, L'Hymne national.